# Richard Foerster
Richard Foerster (né le 2 mars 1843 à Görlitz et décédé le 7 août 1922 à Breslau) est un philologue classique, archéologue et historien de l'art allemand.
Il enseigna, entre autres, comme professeur titulaire de philologie classique aux universités de Rostock(1875-1881), de Kiel (1881-1890) et de Breslau (1890-1922).
En philologie, il a édité les œuvres du défunt rhéteur antique Libanios. Il a également produit des ouvrages fondamentaux sur les physionomistes et le rhéteur antique tardif Chorikios de Gaza. En archéologie, il s'est surtout illustré par ses travaux sur le groupe de Laocoon et des recherches topographiques sur Antioche sur l'Oronte, ville natale de Libanios. Il a également étudié, en histoire de l'Art, la réception des mythes antiques en images et les peintres silésiens.

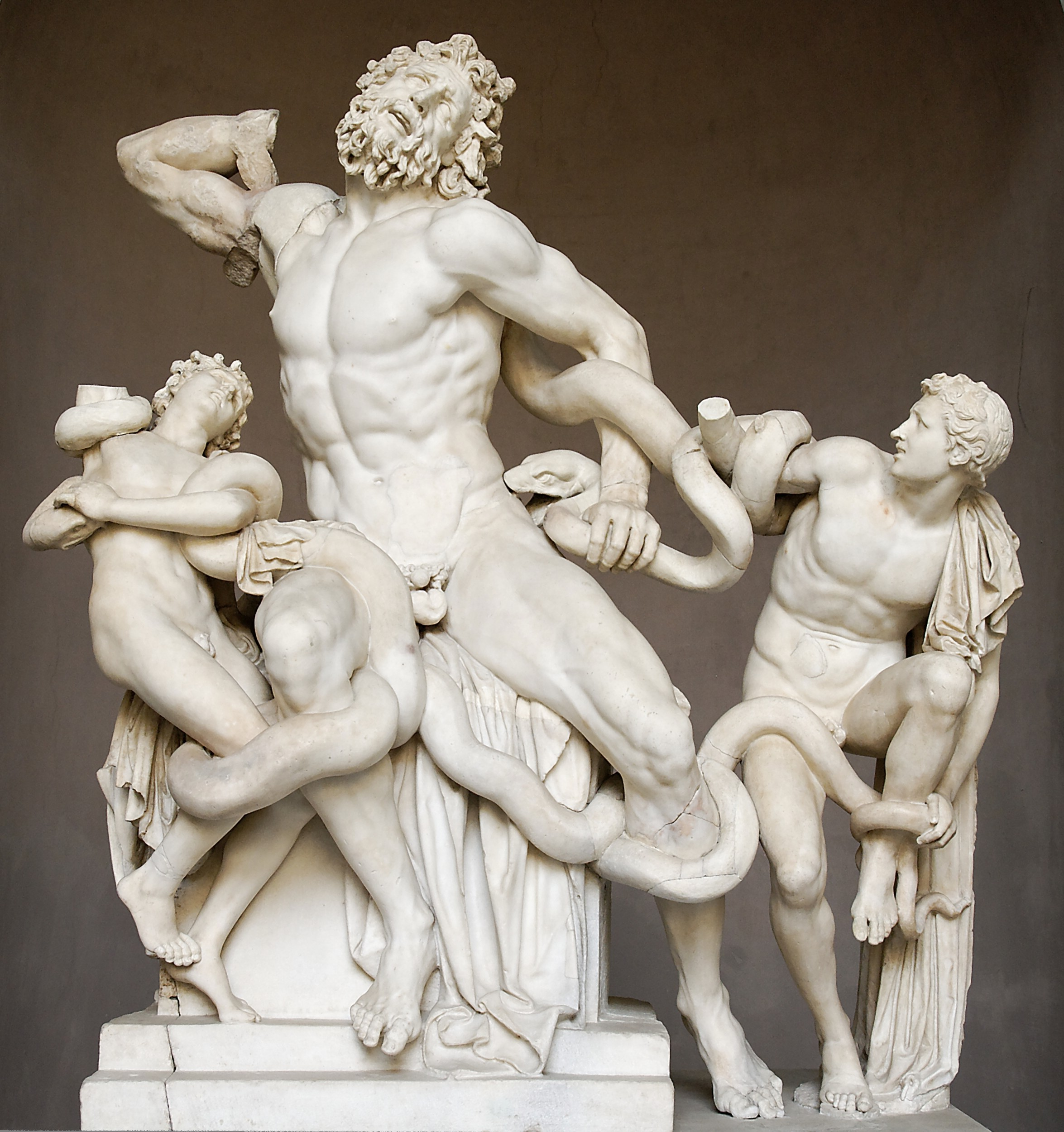
Le groupe de Laocoon, avec le bras d'origine retrouvé en 1905

Richard Foerster a été l'un des derniers archéologues à combiner la recherche philologique et archéologique en tant que représentant d'une archéologie globale selon la définition d'August Boeckh et d'Otfried Müller. Il a présenté les sujets de ses recherches, à un large public, lors de conférences. Il a joué un rôle important dans la vie culturelle de la ville Wrocław, notamment en tant que président de la Société silésienne pour la culture de la patrie.

## Publications
- Richard Foerster, Der Raub und die Rückkehr der Persephone in ihrer Bedeutung für die Mythologie, Litteratur- und Kunstgeschichte. Stuttgart 1874
- Richard Foerster, Farnesina-Studien. Ein Beitrag zur Frage nach dem Verhältnis der Renaissance zur Antike. Rostock 1880
- Richard Foerster, Die Physiognomik der Griechen, Université de Kiel, Kiel,1884.
- Richard Foerster, Die klassische Philologie der Gengenwart,1886, réimpr. Kessinger Publishing,2009, 28 p.  (ISBN 978-1120397553)
- Richard Foerster, Die Kunst in Schleswig-Holstein, Kessinger Publishing,1890, 28p.  (EAN 9781168291660)
- Richard Foerster, Scriptores Physiognomonici, vol. I et II, Leipzig, 1893 ; réimpr. K.G. Saur Verlag, Münich, 1998
- Richard Foerster, Eberhard Richtsteig, Choricius Gazæus. Opera, Teubner, Eberhard Richtsteig (éds.), Leipzig, 1929 ; réimpr. Stuttgart, 1972